# Kawishana
El kawishana (cawishana, kaishana, kauixana) és una llengua arawak, presumiblement extinta, del Brasil. Es va informar d’alguns parlants a la dècada de 1950.
Aikhenvald (1999) la classifica com una llengua del Rio Negro mitjà, amazònica del nord, juntament amb el shiriana i el manao. Kaufman (1994) l'havia situat en una branca Nawiki Occidental de l'Amazònia Superior amb dues llengües extingides des de fa molt de temps, el yumana i el pasé, que Aikhenvald deixa sense classificar. Tenia una sintaxi activa-estativa.

## Fonologia
El kawishana tenia 21 fonemes:
- consonants (15): p, t, k, ʔ, ts, tʃ, x, h, m, n, ɲ, l, ɾ, w, j
- vocals (6): i, e, a, o, i, V́